# Josef Moder
Josef Moder (* 7. Juli 1909 in Graslitz, Österreich-Ungarn; † 1986 in Würzburg) war ein böhmisch-deutscher Lehrer, Schriftsteller und Mundartdichter.

## Leben
Josef Moder wurde als Sohn des Fabrikarbeiters und Stickereimusterzeichners Richard Josef Moder und dessen Ehefrau Anna Moder, geborene Hüttl, im böhmischen Graslitz geboren, wo er die Volksschule und danach das Staatsrealgymnasium besuchte und dort 1928 das Abitur bestand. Von 1930 bis 1932 war er Redakteur des Graslitzer Grenzboten und besuchte die Staatliche Lehrerbildungsanstalt in Komotau. Nach seiner Ausbildung und den Lehramtsprüfungen 1933 und 1936 arbeitete er als Lehrer in seiner Heimatstadt Graslitz. Nach der Vertreibung arbeitete er als Buchhersteller und Lektor in Wien und zog 1948 nach Bayern. Er arbeitete für Zeitungen in Mespelbrunn und später in Frankfurt am Main. Der Oberlehrer im Ruhestand wohnte in Kleinostheim bei Aschaffenburg und wurde bekannt für seine Erzählungen und Jugendbücher. Moder war Mitglied verschiedener Schriftsteller-Vereinigungen, wie dem Fränkischen Schriftstellerverband und der Regensburger Schriftstellergruppe International (RSGI).
Josef Moder war katholisch, seit 1939 mit Hedwig Moder, geborene Lausmann, verheiratet und hatte zwei Kinder (Hans-Herbert und Brigitte).

## Werke
- Orgel des Lebens. Gedichte. 1934.
- Die Logikstunde. Geschichten. 1963.
- Der Kaiser am Main. Geschichten. 1973.
- Der starke Veit. Kinderbuch. 1980.
- Menschliches Mysterium. Lyrik 1981.
- als Hrsg.: Der König und der Kapuziner. Prosaanthologie. 1981.
- Stimmen einer Stadt. 1977.
- Der Kaiser am Main. 1973.
- Weihnachtsgeschichten. 1972.